# بالاخره فهمیدم
«بالاخره فهمیدم» (به انگلیسی: I Finally Understand) یک ترانه توسط چارلی ایکس‌سی‌ایکس می‌باشد که در تاریخ ۷ مه سال ۲۰۲۰ به عنوان سومین تک‌آهنگ از چهارمین آلبوم استودیویی وی، الان چه حسی دارم منتشر شد. درست مثل تمامی تک‌آهنگ های قبلی از آلبوم، سه جلد رسمی برای ترانه منتشر شدند. این ترانه در ابتدا در صفحه چارلی ایکس‌سی‌ایکس در توییتر در تاریخ ۲ مه سال ۲۰۲۰ اعلام شده بود.